# Persone di nome Jack
| Questa pagina contiene informazioni ricavate automaticamente dalle voci biografiche con l'ausilio del template Bio e di un bot. L'aggiornamento è periodico e automatico e ricostruisce completamente la pagina. Se manca una persona in questa lista, sei pregato di non aggiungerla, ma accertati piuttosto che la sua voce biografica contenga il template Bio e che i dati anagrafici siano correttamente compilati. Se il template Bio manca, inseriscilo tu stesso o, in alternativa, metti l'avviso {{tmp\|Bio}} che ne segnala la mancanza. Se i dati riportati sono sbagliati, correggi direttamente la voce biografica; le modifiche saranno visibili in questa lista entro pochi giorni. Per chiarimenti vedi il progetto antroponimi. La lista contiene solo le 473 persone che sono citate nell'enciclopedia e per le quali è stato implementato correttamente il template Bio. Pagina aggiornata al 16 ott 2024. |

Questa è una lista di persone presenti nell'enciclopedia che hanno il prenome Jack, suddivise per attività principale.

## Allenatori di calcio(13)
- Jack Badham, allenatore di calcio e calciatore inglese (Birmingham, n. 1919 - Birmingham, † 1992)
- Jack Burkett, allenatore di calcio e ex calciatore inglese (Londra, n. 1942)
- Jack Collison, allenatore di calcio e ex calciatore gallese (Watford, n. 1988)
- Jack Crayston, allenatore di calcio e calciatore inglese (Grange-over-Sands, n. 1910 - Londra, † 1992)
- Jack Crompton, allenatore di calcio e calciatore inglese (Hulme, n. 1921 - Hulme, † 2013)
- Jack de Gier, allenatore di calcio e ex calciatore olandese (Schijndel, n. 1968)
- Jack Hacking, allenatore di calcio e calciatore inglese (Blackburn, n. 1897 - Accrington, † 1955)
- Jack Lester, allenatore di calcio e ex calciatore inglese (Sheffield, n. 1975)
- Jack Reynolds, allenatore di calcio e calciatore inglese (Manchester, n. 1881 - Amsterdam, † 1962)
- Jack Robson, allenatore di calcio inglese (Durham, n. 1860 - Manchester, † 1922)
- Jack Ross, allenatore di calcio e ex calciatore scozzese (Falkirk, n. 1976)
- Jack Weddle, allenatore di calcio e calciatore inglese (n. 1905 - † 1979)
- Jack Whitham, allenatore di calcio e ex calciatore inglese (Burnley, n. 1946)

## Animatori(1)
- Jack Cutting, animatore e regista statunitense (New York, n. 1908 - North Hollywood, † 1988)

## Antropologi(1)
- Jack Goody, antropologo britannico (Londra, n. 1919 - Cambridge, † 2015)

## Arcieri(1)
- Jay Barrs, arciere statunitense (Jacksonville, n. 1962)

## Assassini seriali(1)
- Jack Mogale, serial killer sudafricano (Sudafrica)

## Astronauti(3)
- Jack Fischer, ex astronauta, ufficiale e aviatore statunitense (Louisville, n. 1974)
- Jack Hathaway, astronauta statunitense (South Windsor, n. 1982)
- Jack Lousma, astronauta statunitense (Grand Rapids, n. 1936)

## Astronomi(2)
- Jack B. Child, astronomo statunitense
- Jack J. Lissauer, astronomo statunitense (n. 1957)

## Attivisti(2)
- Jack Herer, attivista statunitense (New York, n. 1939 - Eugene, † 2010)
- Jack Thompson, attivista statunitense (Cleveland, n. 1951)

## Attori pornografici(3)
- Jack Harrer, attore pornografico ceco (Bratislava, n. 1990)
- Jack Radcliffe, attore pornografico statunitense (New York, n. 1960)
- Jack Wrangler, attore pornografico e attore teatrale statunitense (Beverly Hills, n. 1946 - New York, † 2009)

## Bassisti(1)
- Jack Six, bassista statunitense (n. 1930 - † 2015)

## Batteristi(2)
- Jack DeJohnette, batterista statunitense (Chicago, n. 1942)
- Jack Irons, batterista e compositore statunitense (Los Angeles, n. 1962)

## Biblisti(1)
- Jack Dean Kingsbury, biblista e teologo statunitense (n. 1934)

## Biologi(1)
- Jack W. Szostak, biologo canadese (Londra, n. 1952)

## Bobbisti(1)
- Jack Pyc, bobbista canadese (Breslavia, n. 1972)

## Boia(1)
- Jack Ketch, boia inglese († 1686)

## Canottieri(4)
- Jack Beaumont, ex canottiere britannico (Maidenhead, n. 1993)
- Jack Beresford, canottiere britannico (Chiswick, n. 1899 - Shiplake, † 1977)
- Jack Cleary, canottiere australiano (Perth, n. 1995)
- Jack Hargreaves, canottiere australiano (Wellington, n. 1993)

## Cantanti(8)
- Just Jack, cantante e disc jockey britannico (Camden Town, n. 1975)
- Jack Blades, cantante, bassista e chitarrista statunitense (Palm Desert, n. 1954)
- Jack Clement, cantante e produttore discografico statunitense (Memphis, n. 1931 - Nashville, † 2013)
- Jack Garratt, cantante e polistrumentista britannico (High Wycombe, n. 1991)
- Jack Harris, cantante inglese (Shoreditch, n. 1951)
- Jack Russell, cantante statunitense (Montebello, n. 1960 - † 2024)
- Ritt Momney, cantante statunitense (Dallas, n. 1999)
- Jack Vidgen, cantante australiano (Mona Vale, n. 1997)

## Cantautori(5)
- Jack Antonoff, cantautore, musicista e produttore discografico statunitense (Bergenfield, n. 1984)
- Jack Ingram, cantautore statunitense (Houston, n. 1970)
- Jack Johnson, cantautore e surfista statunitense (North Shore, n. 1975)
- Jack Lawrence, cantautore statunitense (Brooklyn, n. 1912 - Danbury, † 2009)
- Jack Stauber, cantautore e animatore statunitense (McKean, n. 1996)

## Cestisti(24)
- Jack Adams, cestista e allenatore di pallacanestro statunitense (Pittsburg, n. 1934 - Richmond, † 2015)
- Jack Coleman, cestista statunitense (Burgin, n. 1924 - Burgin, † 1997)
- Jack Cooley, cestista statunitense (Evanston, n. 1991)
- Jack Gibbs, ex cestista statunitense (Westerville, n. 1995)
- Jack Gillespie, ex cestista statunitense (n. 1947)
- Jack Givens, ex cestista statunitense (Lexington, n. 1956)
- Jack Habib, cestista turco (Kasimpasa, n. 1912 - Kasimpasa, † 1995)
- Jack Haley, cestista e allenatore di pallacanestro statunitense (Long Beach, n. 1964 - Los Alamitos, † 2015)
- Jack Jennings, cestista e allenatore di pallacanestro statunitense (Walla Walla, n. 1918 - Seattle, † 1992)
- Jack Keller, cestista statunitense (Fort Wayne, n. 1922 - Fort Wayne, † 2012)
- Jack Maddox, cestista statunitense (Medicine Mound, n. 1919 - Paris, † 2006)
- Jack Martínez, ex cestista dominicano (Santo Domingo, n. 1981)
- Jack McClinton, ex cestista statunitense (Baltimora, n. 1985)
- Jack McCracken, cestista e allenatore di pallacanestro statunitense (Chickasha, n. 1912 - Denver, † 1958)
- Jack McVeigh, cestista australiano (Cabarita Beach, n. 1996)
- Jackie Moreland, cestista statunitense (Minden, n. 1938 - New Orleans, † 1971)
- Jack Nichols, cestista statunitense (Wenatchee, n. 1926 - Palm Springs, † 1992)
- Jack Parkinson, cestista statunitense (Yorktown, n. 1924 - Yorktown, † 1997)
- Jack Parr, cestista statunitense (Louisville, n. 1936 - Lindsborg, † 2015)
- Jack Ragland, cestista statunitense (Hutchinson, n. 1913 - Tucson, † 1996)
- Jack Rocker, cestista statunitense (Lindsay, n. 1922 - Bainbridge Island, † 2010)
- Jack Salt, cestista neozelandese (Londra, n. 1996)
- Jack Sikma, ex cestista e allenatore di pallacanestro statunitense (Kankakee, n. 1955)
- Jack Stirling, cestista statunitense (Beaver Falls, n. 1917 - Rochester, † 1970)

## Chimici(1)
- Jack Baldwin, chimico britannico (Londra, n. 1938 - Oxford, † 2020)

## Chitarristi(3)
- Jack Owen, chitarrista statunitense (Buffalo, n. 1967)
- Jack Sherman, chitarrista statunitense (Miami, n. 1956 - † 2020)
- Jack Starr, chitarrista e compositore statunitense (Parigi, n. 1951)

## Ciclisti su strada(2)
- Jack Haig, ciclista su strada australiano (Bendigo, n. 1993)
- Jack Rootkin-Gray, ciclista su strada britannico (Londra, n. 2002)

## Comici(1)
- Rodney Dangerfield, comico, attore e doppiatore statunitense (Babylon, n. 1921 - Los Angeles, † 2004)

## Compositori(2)
- Jack Judge, compositore inglese (Oldbury, n. 1872 - West Bromwich, † 1938)
- Jack Wall, compositore statunitense (Phoenixville, n. 1964)

## Conduttori televisivi(1)
- Jack Paar, conduttore televisivo, comico e attore statunitense (Canton, Ohio, n. 1918 - Greenwich, Connecticut, † 2004)

## Criminali(2)
- Jack Johnson, criminale statunitense
- Jack Ruby, criminale statunitense (Chicago, n. 1911 - Dallas, † 1967)

## Danzatori(1)
- Jack La Cayenne, ballerino, comico e attore italiano (Giussano, n. 1937)

## Direttori artistici(1)
- Jack Okey, direttore artistico e scenografo statunitense (Los Angeles, n. 1889 - Hollywood, † 1963)

## Direttori della fotografia(4)
- Jack Cardiff, direttore della fotografia e regista inglese (Great Yarmouth, n. 1914 - Londra, † 2009)
- Jack Couffer, direttore della fotografia e regista statunitense (Upland, n. 1924 - Corona del Mar, † 2021)
- Jack E. Cox, direttore della fotografia britannico (Londra, n. 1896 - Surrey, † 1960)
- Jack Hildyard, direttore della fotografia britannico (Londra, n. 1908 - Londra, † 1990)

## Dirigenti d'azienda(1)
- Jack Welch, dirigente d'azienda statunitense (Peabody, n. 1935 - New York, † 2020)

## Dirigenti sportivi(3)
- Jack Agrios, dirigente sportivo canadese (Edmonton, n. 1938)
- Jack Humble, dirigente sportivo e calciatore inglese (Hartburn, n. 1862 - † 1931)
- Jack Steadman, dirigente sportivo statunitense (Warrenville, n. 1928 - † 2015)

## Doppiatori(1)
- Jack Mercer, doppiatore statunitense (Worthington, n. 1910 - New York, † 1984)

## Drammaturghi(3)
- Jack Gelber, drammaturgo statunitense (Chicago, n. 1932 - New York, † 2003)
- Jack Richardson, drammaturgo statunitense (New York, n. 1934 - New York, † 2012)
- Jack Thorne, drammaturgo e sceneggiatore britannico (Bristol, n. 1978)

## Fotografi(2)
- Jack Delano, fotografo statunitense (Kiev, n. 1914 - Porto Rico, † 1997)
- Jack Mitchell, fotografo statunitense (Key West, n. 1925 - New Smyrna Beach, † 2013)

## Fumettisti(2)
- Jack Kirby, fumettista statunitense (New York, n. 1917 - Thousand Oaks, † 1994)
- Jack Manning, fumettista e animatore statunitense (Los Angeles County, n. 1920 - Los Angeles County, † 1986)

## Funzionari(1)
- Jack Valenti, funzionario statunitense (Houston, n. 1921 - Washington, † 2007)

## Generali(1)
- Jack Stevens, generale e dirigente pubblico australiano (Daylesford, n. 1896 - Sydney, † 1969)

## Germanisti(1)
- Jack Zipes, germanista, traduttore e docente statunitense (New York, n. 1937)

## Ginnasti(1)
- Jack Günthard, ginnasta e allenatore di ginnastica svizzero (Hirzel, n. 1920 - Bienne, † 2016)

## Giocatori di baseball(3)
- Jack Leathersich, giocatore di baseball statunitense (Beverly, n. 1990)
- Jackie Robinson, giocatore di baseball statunitense (Cairo, n. 1919 - Stamford, † 1972)
- Jack Santora, giocatore di baseball statunitense (Monterey, n. 1976)

## Giocatori di football americano(21)
- Jack Anderson, giocatore di football americano statunitense (Plano, n. 1998)
- Jack Campbell, giocatore di football americano statunitense (Cedar Falls, n. 2000)
- Jack Christiansen, giocatore di football americano e allenatore di football americano statunitense (Sublette, n. 1928 - Stanford, † 1986)
- Jack Cichy, ex giocatore di football americano statunitense (Milwaukee, n. 1996)
- Jack Coan, giocatore di football americano statunitense (Sayville, n. 1998)
- Jack Cochrane, giocatore di football americano statunitense (Mount Vernon, n. 1999)
- Jack Conklin, giocatore di football americano statunitense (Plainwell, n. 1994)
- Jack Crawford, ex giocatore di football americano inglese (Londra, n. 1988)
- Jack Del Rio, ex giocatore di football americano e allenatore di football americano statunitense (Castro Valley, n. 1963)
- Jack Driscoll, giocatore di football americano statunitense (n. 1997)
- Jack Evans, giocatore di football americano statunitense (Colorado Springs, n. 1905 - Santa Ana, † 1980)
- Jack Fox, giocatore di football americano statunitense (Dallas, n. 1996)
- Jack Ham, giocatore di football americano statunitense (Johnstown, n. 1948)
- Jack Jacobs, giocatore di football americano statunitense (Holdenville, n. 1919 - Greensboro, † 1974)
- Jack Kemp, giocatore di football americano e politico statunitense (Los Angeles, n. 1935 - Bethesda, † 2009)
- Jacky Lee, giocatore di football americano statunitense (Minneapolis, n. 1938 - † 2016)
- Jack Mewhort, giocatore di football americano statunitense (Toledo, n. 1991)
- Jack Stoll, giocatore di football americano statunitense (Lone Tree, n. 1998)
- Jack Thompson, ex giocatore di football americano samoano americano (Tutuila, n. 1956)
- Jack Tocho, giocatore di football americano statunitense (Mint Hill, n. 1996)
- Jack Trudeau, ex giocatore di football americano statunitense (Forest Lake, n. 1962)

## Giocatori di poker(2)
- Jack McClelland, giocatore di poker e dirigente sportivo statunitense (n. 1951)
- Jack Straus, giocatore di poker statunitense (n. 1930 - Los Angeles, † 1988)

## Giocatori di snooker(1)
- Jack Lisowski, giocatore di snooker inglese (Cheltenham, n. 1991)

## Golfisti(1)
- Jack Nicklaus, ex golfista statunitense (Columbus, n. 1940)

## Hockeisti su ghiaccio(3)
- Jack Campbell, hockeista su ghiaccio statunitense (Port Huron, n. 1992)
- Jack Eichel, hockeista su ghiaccio statunitense (North Chelmsford, n. 1996)
- Jack Siemon, hockeista su ghiaccio canadese (Kitchener, n. 1929)

## Illustratori(1)
- Jack Abeillé, illustratore e incisore francese (La Varenne-Saint-Hilaire, n. 1873 - Parigi, † 1939)

## Imprenditori(5)
- Jack Binion, imprenditore e dirigente d'azienda statunitense (Dallas, n. 1937)
- Jack Daniel, imprenditore statunitense (Lynchburg, n. 1849 - Lynchburg, † 1911)
- Jack Ma, imprenditore cinese (Hangzhou, n. 1964)
- Jack Smith, imprenditore statunitense (n. 1968)
- Jack Tretton, imprenditore e dirigente d'azienda statunitense (Boston)

## Informatici(1)
- Jack Dorsey, informatico, imprenditore e filantropo statunitense (Saint Louis, n. 1976)

## Ingegneri(2)
- Jack St. Clair Kilby, ingegnere elettrotecnico statunitense (Jefferson City, n. 1923 - Dallas, † 2005)
- Jack Parsons, ingegnere statunitense (n. 1914 - † 1952)

## Inventori(1)
- Jack Andraka, inventore statunitense (Crownsville, n. 1997)

## Librettisti(1)
- Jack Weinstock, librettista e commediografo statunitense (New York, n. 1905 - New York, † 1969)

## Lottatori(1)
- Jack van Bebber, lottatore statunitense (Perry, n. 1907 - † 1986)

## Mafiosi(2)
- Jack Diamond, mafioso statunitense (Filadelfia, n. 1897 - Albany, † 1931)
- Jack Dragna, mafioso italiano (Corleone, n. 1891 - Los Angeles, † 1956)

## Mezzofondisti(2)
- Jack Buckner, ex mezzofondista britannico (Wells, n. 1961)
- Jack Rowe, mezzofondista britannico (n. 1996)

## Militari(1)
- Jack Howard Jacobs, militare statunitense (Brooklyn, n. 1945)

## Musicisti(5)
- Jack Bassam Barakat, musicista statunitense (Libano, n. 1988)
- Jack Green, musicista e cantautore britannico (Glasgow, n. 1951 - † 2024)
- Jack Jersey, musicista e cantante olandese (Cimahi, n. 1941 - Roosendaal, † 1997)
- Jack Peñate, musicista e cantautore inglese (Blackheath, n. 1984)
- Jack Shaindlin, musicista, compositore e direttore d'orchestra russo (Karasubazar, n. 1909 - New York, † 1978)

## Naturalisti(1)
- Jack Hanna, naturalista, personaggio televisivo e divulgatore scientifico statunitense (Knoxville, n. 1947)

## Nuotatori(11)
- Jack Alexy, nuotatore statunitense (Morristown, n. 2003)
- Jack Babashoff, ex nuotatore statunitense (Whittier, n. 1955)
- Jack Burnell, ex nuotatore britannico (Scunthorpe, n. 1993)
- Jack Cartwright, nuotatore australiano (Brisbane, n. 1998)
- Jack Conger, nuotatore statunitense (Rockville, n. 1994)
- Jack Hakim, nuotatore e pallanuotista egiziano (n. 1931)
- Jack Horsley, ex nuotatore statunitense (Salt Lake City, n. 1951)
- Jack LeVant, nuotatore statunitense (Southlake, n. 1999)
- Jack McLoughlin, ex nuotatore australiano (South Brisbane, n. 1995)
- Jack Medica, nuotatore statunitense (Seattle, n. 1914 - Carson City, † 1985)
- Jack George Taylor, nuotatore statunitense (Akron, n. 1931 - Baia di Guantánamo, † 1955)

## Ostacolisti(3)
- Jack Davis, ostacolista statunitense (n. 1930 - † 2012)
- Jack Green, ostacolista e velocista britannico (Maidstone, n. 1991)
- Jack Pierce, ex ostacolista statunitense (Cherry Hill, n. 1962)

## Pallavolisti(1)
- Jack Wilson, pallavolista statunitense (n. 1993)

## Pattinatori di short track(1)
- Jack Whelbourne, pattinatore di short track britannico (Nottingham, n. 1991)

## Personaggi televisivi(2)
- Jack Doan, personaggio televisivo statunitense (Danville, n. 1972)
- Jack Osbourne, personaggio televisivo britannico (Londra, n. 1985)

## Piloti automobilistici(6)
- Jack Aitken, pilota automobilistico britannico (Londra, n. 1995)
- Jack Clarke, pilota automobilistico britannico (Guildford, n. 1989)
- Jack Doohan, pilota automobilistico australiano (Gold Coast, n. 2003)
- Jack Ingram, pilota automobilistico statunitense (Asheville, n. 1936 - † 2021)
- Jackie Lewis, ex pilota automobilistico inglese (Stroud, n. 1936)
- Jack Sears, pilota automobilistico britannico (Northampton, n. 1930 - Ashill, † 2016)

## Piloti motociclistici(5)
- Jack Ahearn, pilota motociclistico australiano (Sydney, n. 1924 - Lismore, † 2017)
- Jack Brett, pilota motociclistico britannico (Leeds, n. 1918 - † 1982)
- Jack Kennedy, pilota motociclistico irlandese (Dublino, n. 1987)
- Jack Middelburg, pilota motociclistico olandese (Naaldwijk, n. 1952 - Groninga, † 1984)
- Jack Miller, pilota motociclistico australiano (Townsville, n. 1995)

## Pistard(2)
- Jack Bobridge, ex pistard e ciclista su strada australiano (Adelaide, n. 1989)
- Jack Carlin, pistard britannico (Paisley, n. 1997)

## Pittori(3)
- Jack Vettriano, pittore britannico (Saint Andrews, n. 1951)
- Jack Levine, pittore e incisore statunitense (Boston, n. 1915 - New York, † 2010)
- Jack Butler Yeats, pittore irlandese (Londra, n. 1871 - Dublino, † 1957)

## Poeti(2)
- Jack Hirschman, poeta statunitense (New York, n. 1933 - San Francisco, † 2021)
- Jack Spicer, poeta statunitense (Los Angeles, n. 1925 - San Francisco, † 1965)

## Politici(8)
- Jack Bergman, politico statunitense (Shakopee, n. 1947)
- Jack Brooks, politico statunitense (Crowley, n. 1922 - Beaumont, † 2012)
- Jack Fields, politico statunitense (Humble, n. 1952)
- Jack Lang, politico francese (Mirecourt, n. 1939)
- Jack Marchal, politico, musicista e fumettista francese (Alençon, n. 1946 - Pontoise, † 2022)
- Jack Markell, politico statunitense (Newark, n. 1960)
- Jack McConnell, politico scozzese (Irvine, n. 1960)
- Jack Metcalf, politico statunitense (Marysville, n. 1927 - Langley, † 2007)

## Poliziotti(1)
- Jack Abernathy, poliziotto statunitense (contea di Bosque, n. 1876 - Wichita Falls, † 1941)

## Produttori cinematografici(4)
- Jack Foley, produttore cinematografico, regista e umorista statunitense (Manhattan, n. 1891 - Los Angeles, † 1967)
- Jack Rollins, produttore cinematografico e scenografo statunitense (New York, n. 1915 - New York, † 2015)
- Jack L. Warner, produttore cinematografico canadese (London, n. 1892 - Los Angeles, † 1978)
- Jack White, produttore cinematografico, regista e sceneggiatore statunitense (Budapest, n. 1897 - Hollywood, † 1984)

## Produttori discografici(2)
- Jack Douglas, produttore discografico statunitense (New York, n. 1949)
- Jack Richardson, produttore discografico canadese (n. 1929 - † 2011)

## Pugili(7)
- Jack Broughton, pugile inglese (Londra, n. 1703 - † 1789)
- Jack Culcay-Keth, pugile tedesco (Ambato, n. 1985)
- Jack, pugile irlandese (Curran, n. 1862 - † 1895)
- Jack Dillon, pugile statunitense (Frankfort, n. 1891 - † 1942)
- Jack McAuliffe, pugile statunitense (Cork, n. 1866 - Forest Hills, † 1937)
- Jack McGurn, pugile e mafioso italiano (Licata, n. 1902 - Chicago, † 1936)
- Jack Wilson, pugile statunitense (Spencer, n. 1918 - Cleveland, † 1956)

## Registi(15)
- Jack Arnold, regista cinematografico statunitense (New Haven, n. 1916 - Woodland Hills, † 1992)
- Jack Bender, regista statunitense (Los Angeles, n. 1949)
- Jack Clayton, regista inglese (East Sussex, n. 1921 - Berkshire, † 1995)
- Jack Conway, regista, produttore cinematografico e attore statunitense (Graceville, n. 1887 - Pacific Palisades, † 1952)
- Jack Donohue, regista, produttore televisivo e attore statunitense (Brooklyn, n. 1908 - Marina del Rey, † 1984)
- Jack Gold, regista britannico (Londra, n. 1930 - † 2015)
- Jack Hill, regista e sceneggiatore statunitense (Los Angeles, n. 1933)
- Jack Kinney, regista, sceneggiatore e animatore statunitense (Utah, n. 1909 - Glendale, † 1992)
- Jack Raymond, regista e attore britannico (Wimborne Minster, n. 1886 - Londra, † 1953)
- Jack Salvatori, regista italiano (Roma, n. 1901 - Paddington, Londra, † 1950)
- Jack Sher, regista, sceneggiatore e produttore cinematografico statunitense (Minneapolis, n. 1913 - Los Angeles, † 1988)
- Jack Sholder, regista statunitense (Filadelfia, n. 1945)
- Jack Smight, regista e attore statunitense (Minneapolis, n. 1925 - Los Angeles, † 2003)
- Jack Smith, regista, fotografo e artista statunitense (Columbus, n. 1932 - New York, † 1989)
- Jack Witikka, regista e sceneggiatore finlandese (Helsinki, n. 1916 - Helsinki, † 2002)

## Registi teatrali(2)
- Jack Hofsiss, regista teatrale statunitense (Brooklyn, n. 1950 - Manhattan, † 2016)
- Jack O'Brien, regista teatrale, produttore teatrale e librettista statunitense (Saginaw, n. 1939)

## Rivoluzionari(1)
- Jack Cade, rivoluzionario irlandese (Sussex, † 1450)

## Rugbisti a 15(7)
- Jack Conan, rugbista a 15 irlandese (Bray, n. 1992)
- Jack Crowley, rugbista a 15 irlandese (Innishannon, n. 2000)
- Jack McGrath, rugbista a 15 irlandese (Dublino, n. 1989)
- Jack Nowell, rugbista a 15 britannico (Truro, n. 1993)
- Jack van Poortvliet, rugbista a 15 (Norwich, n. 2001)
- Jack Rowell, rugbista a 15, allenatore di rugby a 15 e dirigente sportivo britannico (Hartlepool, n. 1936 - † 2024)
- Jack Singleton, rugbista a 15 inglese (Dacorum, n. 1996)

## Sacerdoti(1)
- Jack Bracelin, sacerdote britannico (Grecia, † 1983)

## Sceneggiatori(3)
- Jack Amiel e Michael Begler, sceneggiatore statunitense
- Jack Epps Jr., sceneggiatore statunitense (Detroit, n. 1949)
- Jack Wagner, sceneggiatore statunitense (Los Angeles, n. 1891 - Los Angeles, † 1963)

## Scenografi(5)
- Jack Fisk, scenografo e regista statunitense (Canton, n. 1945)
- Jack McConaghy, scenografo statunitense (Pennsylvania, n. 1902 - San Diego, † 1977)
- Jack D. Moore, scenografo statunitense (n. 1906 - Santa Monica, † 1998)
- Jack Otterson, scenografo statunitense (Pittsburgh, n. 1905 - Los Angeles, † 1991)
- Jack Martin Smith, scenografo statunitense (Los Angeles, n. 1911 - Santa Barbara, † 1993)

## Sciatori alpini(3)
- Jack Auty, ex sciatore alpino statunitense (n. 1995)
- Jack Gower, ex sciatore alpino britannico (Chichester, n. 1994)
- Jack Smith, sciatore alpino statunitense (n. 2001)

## Scrittori(18)
- Jack Catran, scrittore statunitense (Brooklyn, n. 1918 - Riverside, † 2001)
- Jack Du Brul, scrittore statunitense (Burlington, n. 1968)
- Jack Fairweather, scrittore e giornalista britannico (Galles, n. 1978)
- Jack Gantos, scrittore statunitense (Mount Pleasant, n. 1951)
- Jack Higgins, scrittore britannico (Newcastle upon Tyne, n. 1929 - Baliato di Jersey, † 2022)
- Jack Hight, scrittore statunitense (n. 1977)
- Jack Ketchum, scrittore statunitense (Livingston, n. 1946 - New York, † 2018)
- Jack Kuper, scrittore, sceneggiatore e regista canadese (Siedliszcze, n. 1932)
- Jack London, scrittore, giornalista e drammaturgo statunitense (San Francisco, n. 1876 - Glen Ellen, † 1916)
- Jack Mapanje, scrittore malawiano (Kadango, n. 1944)
- Jack McDevitt, scrittore statunitense (Filadelfia, n. 1935)
- Jack Miles, scrittore statunitense (Chicago, n. 1942)
- Jack O'Connell, scrittore statunitense (Worcester, n. 1959 - Worcester, † 2024)
- Jack Ritchie, scrittore statunitense (Milwaukee, n. 1922 - Milwaukee, † 1983)
- Jack Whyte, scrittore scozzese (Johnstone, n. 1940 - Kelowna, † 2021)
- Jack Williamson, scrittore e autore di fantascienza statunitense (Bisbee, n. 1908 - Portales, † 2006)
- Jack Womack, scrittore statunitense (Lexington, n. 1956)
- Jack Woodford, scrittore e editore statunitense (Chicago, n. 1894 - † 1971)

## Scrittori di fantascienza(4)
- Jack L. Chalker, scrittore di fantascienza statunitense (Baltimora, n. 1944 - Baltimora, † 2005)
- Jack Finney, autore di fantascienza statunitense (Milwaukee, n. 1911 - Greenbrae, † 1995)
- Jack C. Haldeman II, scrittore di fantascienza statunitense (Hopkinsville, n. 1941 - Gainesville, † 2002)
- Jack Lovejoy, scrittore di fantascienza statunitense (Chicago, n. 1937 - Crystal Lake, † 2014)

## Sociologi(1)
- Jack Mezirow, sociologo statunitense (Fargo, n. 1923 - New York, † 2014)

## Suonatori di banjo(1)
- Jack Bland, suonatore di banjo e chitarrista statunitense (Sedalia, n. 1899 - Los Angeles, † 1968)

## Surfisti(1)
- Jack Robinson, surfista australiano (Margaret River, n. 1997)

## Taekwondoka(1)
- Jack Woolley, taekwondoka irlandese (n. 1998)

## Tennisti(5)
- Jack Crawford, tennista australiano (Urangeline, n. 1908 - Sydney, † 1991)
- Jack Draper, tennista britannico (Sutton, n. 2001)
- Jack Harper, tennista australiano (Melbourne, n. 1914 - Melbourne, † 2005)
- Jack Sock, ex tennista statunitense (Lincoln, n. 1992)
- Jack Waite, ex tennista statunitense (Madison, n. 1969)

## Truccatori(2)
- Jack Dawn, truccatore statunitense (Covington, n. 1892 - Glendale, † 1961)
- Jack Pierce, truccatore e attore statunitense (Grecia, n. 1889 - Hollywood, † 1968)

## Tuffatori(1)
- Jack Laugher, tuffatore britannico (Harrogate, n. 1995)

## Velocisti(2)
- Jack Hale, velocista australiano (Hobart, n. 1998)
- Jack Oosterlaak, velocista sudafricano (n. 1896 - † 1968)

## Violinisti(1)
- Jack Liebeck, violinista britannico (n. 1980)

## Wrestler(4)
- Jack Evans, wrestler statunitense (Fountain Valley, n. 1982)
- Zack Gibson, wrestler inglese (Liverpool, n. 1990)
- Jungle Boy, wrestler statunitense (Los Angeles, n. 1997)
- Fritz Von Erich, wrestler statunitense (Jewett, n. 1929 - Denton, † 1997)

## Senza attività specificata(4)
- Jack Cosgrove, effettista statunitense (Santa Catalina, n. 1902 - Hermosa Beach, † 1965)
- Jack Daniels, ex pentatleta statunitense (Detroit, n. 1933)
- Jack McCall, pistolero statunitense (Contea di Jefferson - Yankton, † 1877)
- Jack Tramiel, superstite dell'Olocausto e imprenditore polacco (Łódź, n. 1928 - Monte Sereno, † 2012)